# كأس هولندا السياحية 2014
كأس هولندا السياحية 2014 هو سباق دراجات نارية أقيم بتاريخ 28 يونيو 2014 في حلبة أسن تي تي، هولندا. كان الجولة الثامنة من أصل 18 في سباق الجائزة الكبرى للدراجات النارية موسم 2014. فاز مارك ماركيث بفئة الموتو جي بي بينما جاء أندريا دوفيزيوسو في المركز الثاني وحصل على المركز الثالث داني بيدروسا. فاز بفئة الموتو 2 الأسترالي أنتوني وست بينما فاز بفئة الموتو 3 الإسباني أليكس ماركيث.

## وصلات خارجية
- الموقع الرسمي